# Róa
«Róa» (стилизовано как «RÓA»; произносится [ˈrouːa]; с исландского — «греби») — песня исландского музыкального дуэта Væb. Композиция была выпущена 17 января 2025 года, её авторами стали Гуннар Бьёрн Гуннарссон, Хаульфдан Хельги Маттиассон, Инги Тор Гардарссон и Маттиас Давид Маттиассон. Песня представляла Исландию на конкурсе песни «Евровидение-2025». В Исландии она заняла первое место в национальном чарте.
Песня написана на исландском языке и повествует о преодолении трудностей и настойчивости на пути к осуществлению мечты.

## Обвинения в плагиате
Накануне старта музыкального конкурса Söngvakeppnin 2025 исландское издание DV сообщило, что песня «Róa» была обвинена в плагиате композиции «Hatunat HaShana» израильских исполнителей Итая Леви и Эяля Голана. Затем на платформе TikTok появились видео, сравнивающее обе песни. Дуэт опроверг обвинения, а совет директоров Söngvakeppnin обратился за консультацией в Общество авторских прав Исландии (STEF), чтобы определить степень сходства между песнями. После победы на Söngvakeppnin автор песни «Hatunat HaShana» Офир Коэн направил письмо с требованием к Европейскому вещательному союзу (EBU) дисквалифицировать «Róa» с конкурса; на что EBU ответил, что Коэн должен урегулировать этот вопрос с RÚV, исландским вещателем. Впоследствии RÚV пришёл к выводу, что песни не обладают достаточным содержательным сходством, чтобы считаться плагиатом. Такого же мнения придерживается музыковед Арнар Эггерт Тороддсен (Arnar Eggert Thoroddsen), который, прослушав обе композиции, пришёл к выводу, что исландская песня не является плагиатом. Он также отметил, что обвинения в плагиате на Евровидении редко имеют под собой реальные основания.
В польских СМИ сравнивали песню с композицией Томаша Нечика «Cztery osiemnastki».

## Евровидение

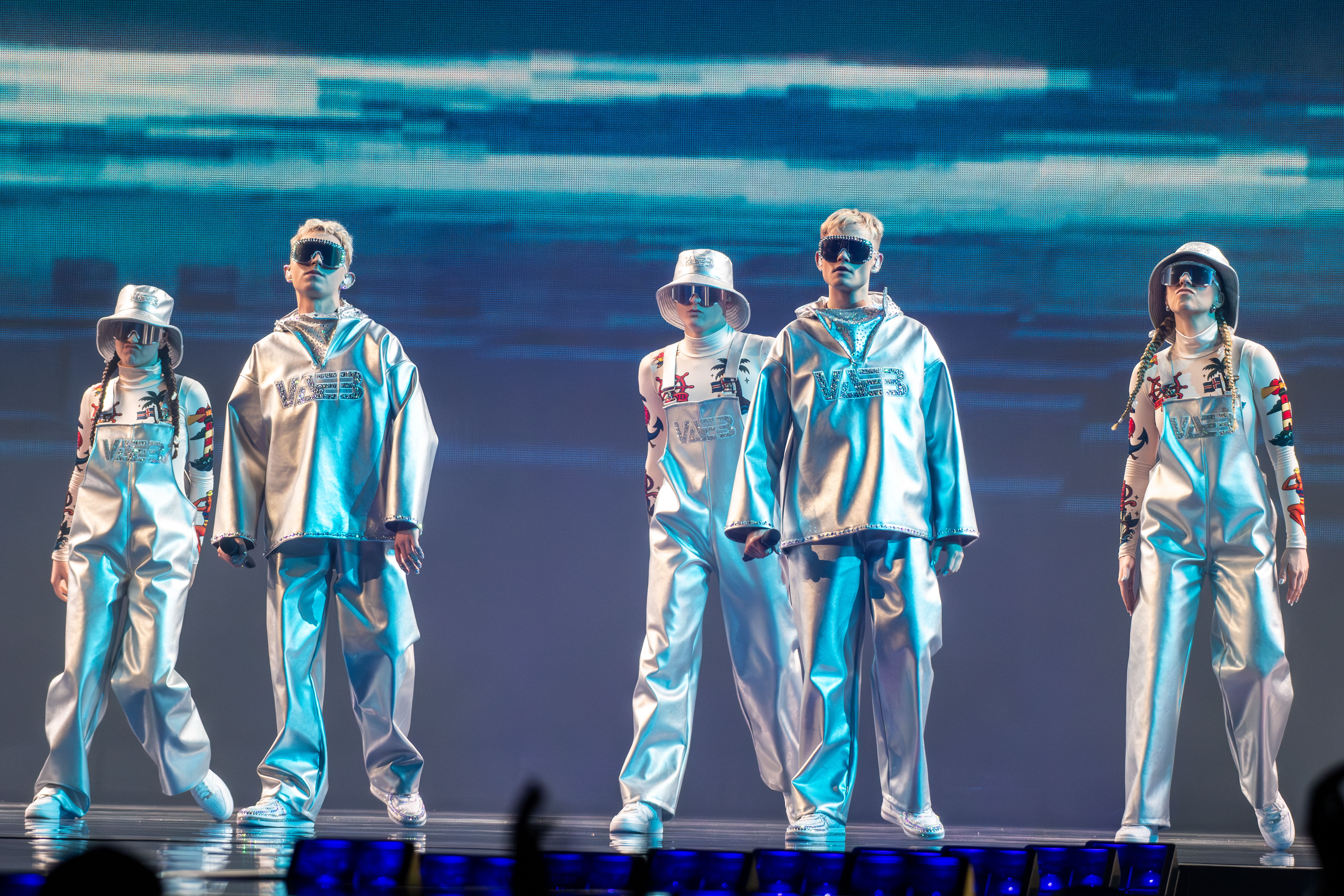
Væb выступает с песней Róa на Евровидении

Для выбора представителя Исландии на конкурс песни «Евровидение-2025» был проведен национальный отбор Söngvakeppnin 2025, организованным RÚV. Мероприятие включало в себя два полуфинала, состоявшихся 8 и 15 февраля 2025 года, и финал, состоявшийся 22 февраля в студии RVK, расположенной в северной части Рейкьявика. Победители полуфиналов определялись посредством телеголосования, тогда как результаты финала определялись сочетанием голосов семью членами международного жюри и зрителями. В финале впервые с 2013 года не было суперфинального тура.
Песня «Róa» была официально объявлена участницей конкурса 17 января 2025 года в программе Lögin í Söngvakeppninni. В рамках соревнования она была распределена в первый полуфинал и получила пятый номер выступления; коллективу удалось пройти в финал. Впоследствии «Róa» была объявлена победителем мероприятия, став фаворитом как жюри, так и зрителей; таким образом, группа Væb получила право представить Исландию на конкурсе песни «Евровидение-2025».
Конкурс песни «Евровидение-2025» прошёл на арене Санкт-Якобсхалле в Базеле (Швейцария), и включал два полуфинала, состоявшихся 13 и 15 мая соответственно, а также финал, прошедший 17 мая 2025 года. В ходе жеребьёвки, состоявшейся 28 января 2025 года, Исландия была распределена для участия в первом полуфинале и должна была выступить в первой половине шоу. Позднее продюсеры конкурса назначили Исландии открытие первого полуфинала — она выступила первой. Песня прошла в Гранд-финал. В финале она выступила десятой. По результатам голосования песня не получила ни одного балла от жюри и набрала 33 балла от телезрителей, заняв предпоследнее 25-е место.

## Чарты
| Чарты (2025)          | Позиция |
| --------------------- | ------- |
| Исландия (Tónlistinn) | 1       |